# Ricardo Álvarez
Ricardo Gabriel Álvarez (Buenos Aires, 12 april 1988) is een Argentijns voetballer die bij voorkeur als aanvallende middenvelder speelt. Hij verruilde Sunderland in januari 2016 voor UC Sampdoria. Álvarez debuteerde in 2011 in het Argentijns voetbalelftal, tegen Venezuela.

## Clubcarrière
Álvarez begon in 2005 zijn clubcarrière in zijn geboorteland Argentinië. Daar kwam hij uit voor de jeugdteams van Boca Juniors. Álvarez heeft daar een jaar gespeeld toen hij werd weggeplukt door CA Vélez Sársfield en daar twee jaar in de jeugd speelde voor hij doorstroomde naar het eerste elftal.
Álvarez speelde zijn eerste wedstrijd op het hoogste niveau in 2008. In 2010 brak de middenvelder door, tijdens de Copa Libertadores. Hij begon als wisselspeler, maar groeide uit tot basisspeler.
Zijn eerste doelpunt scoorde hij tegen River Plate, dat de wedstrijd met 1-2 won. Álvarez werd met Sarsfield kampioen en haalde hij de halve finale van het toernooi.
Álvarez werd in 2011 voor een bedrag van 11,7 miljoen euro naar Inter getransfereerd. Zijn debuut in het eerste elftal van Internazionale was in de Supercoppa, tegen AC Milan.
Zijn eerste doelpunt voor Inter maakte hij op 22 november 2011, tegen Trabzonspor, na een pass van zijn medespeler Diego Milito.

## Clubstatistieken
| Seizoen | Club            | Competitie       | Duels | Goals |
| ------- | --------------- | ---------------- | ----- | ----- |
| 2007/08 | Vélez Sársfield | Primera División | 1     | 0     |
| 2008/09 | Vélez Sársfield | Primera División | 1     | 0     |
| 2009/10 | Vélez Sársfield | Primera División | 11    | 1     |
| 2010/11 | Vélez Sársfield | Primera División | 29    | 4     |
| 2011/12 | Internazionale  | Serie A          | 21    | 2     |
| 2012/13 | Internazionale  | Serie A          | 23    | 5     |
| 2013/14 | Internazionale  | Serie A          | 29    | 4     |
| 2014/15 | → Sunderland    | Premier League   | 13    | 0     |
| 2015/16 | Sunderland      | Premier League   | 0     | 0     |
| 2015/16 | UC Sampdoria    | Serie A          | 13    | 1     |
| 2015/16 | UC Sampdoria    | Serie A          | 21    | 2     |
| 2016/17 | UC Sampdoria    | Serie A          | 3     | 1     |
| Totaal  | Totaal          | Totaal           | 165   | 20    |

- Bijgewerkt t/m 24 september 2017

## Erelijst
Vélez Sársfield
- Primera División

Clausura 2009, Clausura 2011